# Cornol
Cornol ist eine politische Gemeinde im Distrikt Porrentruy des Kantons Jura in der Schweiz. Der frühere deutsche Name Gundelsdorf wird heute nicht mehr verwendet.

## Geographie

Historisches Luftbild von Werner Friedli (1910–1996) vom 12. September 1950

Cornol liegt auf 520 m ü. M., 7 km östlich des Bezirkshauptorts Porrentruy (Luftlinie). Das ehemalige Strassen- und Bachzeilendorf erstreckt sich entlang des Baches Cornoline in der Ajoie (deutsch Elsgau), am Nordfuss des Kettenjuras.
Die Fläche des 10,4 km² grossen Gemeindegebiets umfasst im nördlichen Abschnitt die leicht nach Norden geneigte weite Ebene La Pran, die von der Cornoline, einem Seitenbach der Allaine, durchflossen wird. Im südlichen Teil erstreckt sich die Gemeindefläche ins Quellgebiet der Cornoline am Nordhang der Jurakette des Lomont. In diesem oberen Teil bildet der Bach ein klusartiges Tal zwischen den Höhen des Mont Terri (804 m ü. M.) im Westen und des Ecré (649 m ü. M.) im Osten. Der höchste Punkt der Gemeinde wird mit 940 m ü. M. auf dem Kamm der Lomontkette erreicht. Von der Gemeindefläche entfielen 1997 7 % auf Siedlungen, 34 % auf Wald und Gehölze, 58 % auf Landwirtschaft, und weniger als 1 % war unproduktives Land.
Zu Cornol gehören zahlreiche Einzelhöfe. Nachbargemeinden von Cornol sind Courgenay, Alle, La Baroche und Clos du Doubs.

## Bevölkerung
Mit 1060 Einwohnern (Stand 31. Dezember 2023) gehört Cornol zu den mittelgrossen Gemeinden des Kantons Jura. Von den Bewohnern sind 93,1 % französischsprachig, 3,6 % deutschsprachig und 1,1 % italienischsprachig (Stand 2000). Die Bevölkerungszahl von Cornol erreichte ihren Höchststand bereits Ende des 19. Jahrhunderts. Danach wurde bis 1930 ein deutlicher Rückgang verzeichnet. Im weiteren Verlauf des 20. Jahrhunderts gab es verhältnismässig geringe Bevölkerungsschwankungen.

## Wirtschaft
| Bevölkerungsentwicklung | Bevölkerungsentwicklung |
| Jahr                    | Einwohner               |
| ----------------------- | ----------------------- |
| 1850                    | 786                     |
| 1900                    | 1.145                   |
| 1910                    | 1.030                   |
| 1930                    | 789                     |
| 1950                    | 831                     |
| 1960                    | 809                     |
| 1970                    | 855                     |
| 1980                    | 708                     |
| 1990                    | 769                     |
| 2000                    | 797                     |

Cornol entwickelte sich im 19. Jahrhundert vom Agrar- zum Industriedorf. Schon im 18. Jahrhundert gewann die Töpferei an Bedeutung und entwickelte sich im 19. Jahrhundert weiter. Zu dieser Zeit kamen die Uhrenindustrie, der Abbau von Gips und die Eisenverhüttung hinzu. Heute ist die ortsansässige Bevölkerung vor allem im lokalen Kleingewerbe tätig. Dank der fruchtbaren Böden in der Umgebung hat die Landwirtschaft jedoch heute noch einen grossen Stellenwert.
Die touristische Infrastruktur beschränkt sich auf Massnahmen und Einrichtungen, die aus eigener Kraft entwickelt wurden, wie etwa ein Wanderwegenetz und eine Swingolfanlage.

## Verkehr
Die Gemeinde ist verkehrsmässig gut erschlossen. Sie liegt an der Hauptstrasse von Porrentruy über den Pass Les Rangiers nach Delémont. Durch das westliche Gemeindegebiet verläuft das 1998 eröffnete Teilstück der Autobahn A16 von Delémont nach Porrentruy, das sowohl an das schweizerische Nationalstrassennetz als auch an das französische Autobahnnetz angeschlossen ist. Die Ausfahrt Courgenay sowie das Nordportal des 4 km langen Mont-Terri-Tunnels liegen auf dem Boden von Cornol. Seit der Eröffnung hat der Durchgangsverkehr durch das Dorf wesentlich abgenommen. Durch den Postautokurs von Porrentruy nach Asuel ist Cornol an den öffentlichen Verkehr angebunden.

## Geschichte
Cornol kann auf eine sehr lange Siedlungstradition zurückblicken. Der Mont Terri war seit dem Neolithikum ein befestigter Siedlungsplatz; weitere Funde, die man in einer Höhle in der Nähe des Dorfes entdeckte, lassen sich auf die späte Bronzezeit datieren. Die Kelten errichteten hier das Oppidum auf dem Mont Terri.
Erste Erwähnung findet das Dorf 1136 als Coronotum, später erscheinen auch die Bezeichnungen Coronolt (1180) und Corenol (1406). Cornol kam 1271 zum ersten Mal an das Fürstbistum Basel. Vom 16. bis zum 18. Jahrhundert gehörte es zum Meieramt Alle. Während der Unruhen von 1730 bis 1740 revoltierten die Dorfbewohner gegen die fürstbischöfliche Obrigkeit. Von 1793 bis 1815 gehörte Cornol zu Frankreich und war anfangs Teil des Département du Mont-Terrible, ab 1800 mit dem Département Haut-Rhin verbunden. Durch den Entscheid des Wiener Kongresses kam der Ort 1815 an den Kanton Bern und am 1. Januar 1979 an den neu gegründeten Kanton Jura.

## Sehenswürdigkeiten
Die erste Pfarrkirche von Cornol war die Kapelle Saint-Julien, die nach dem Dreissigjährigen Krieg in Saint-Gilles umbenannt und 1699 neu gebaut wurde. Sie steht weit ausserhalb des Dorfes am Fuss des Mont Terri an der Stelle des ehemaligen Dorfes Courtemblin, das während des Dreissigjährigen Krieges zerstört und danach nicht mehr aufgebaut wurde. Als im Ortskern 1785–87 die neue Kirche Saint-Vincent erbaut wurde, erhielt diese den Status der Pfarrkirche. Ein imposantes Gebäude ist das Restaurant du Lion d’Or (Zum Goldenen Löwen) aus dem 18. Jahrhundert. Im Ortszentrum befinden sich noch zahlreiche typische Bauernhäuser aus dem 18. und 19. Jahrhundert. Am Osthang des Mont Terri steht die Kapelle Saint-Vincent, die 1870 erbaut wurde. Im Wald von Montoie befindet sich der idyllisch gelegene Étang de Montoie, der auch als Fischweiher dient.

## Galerie

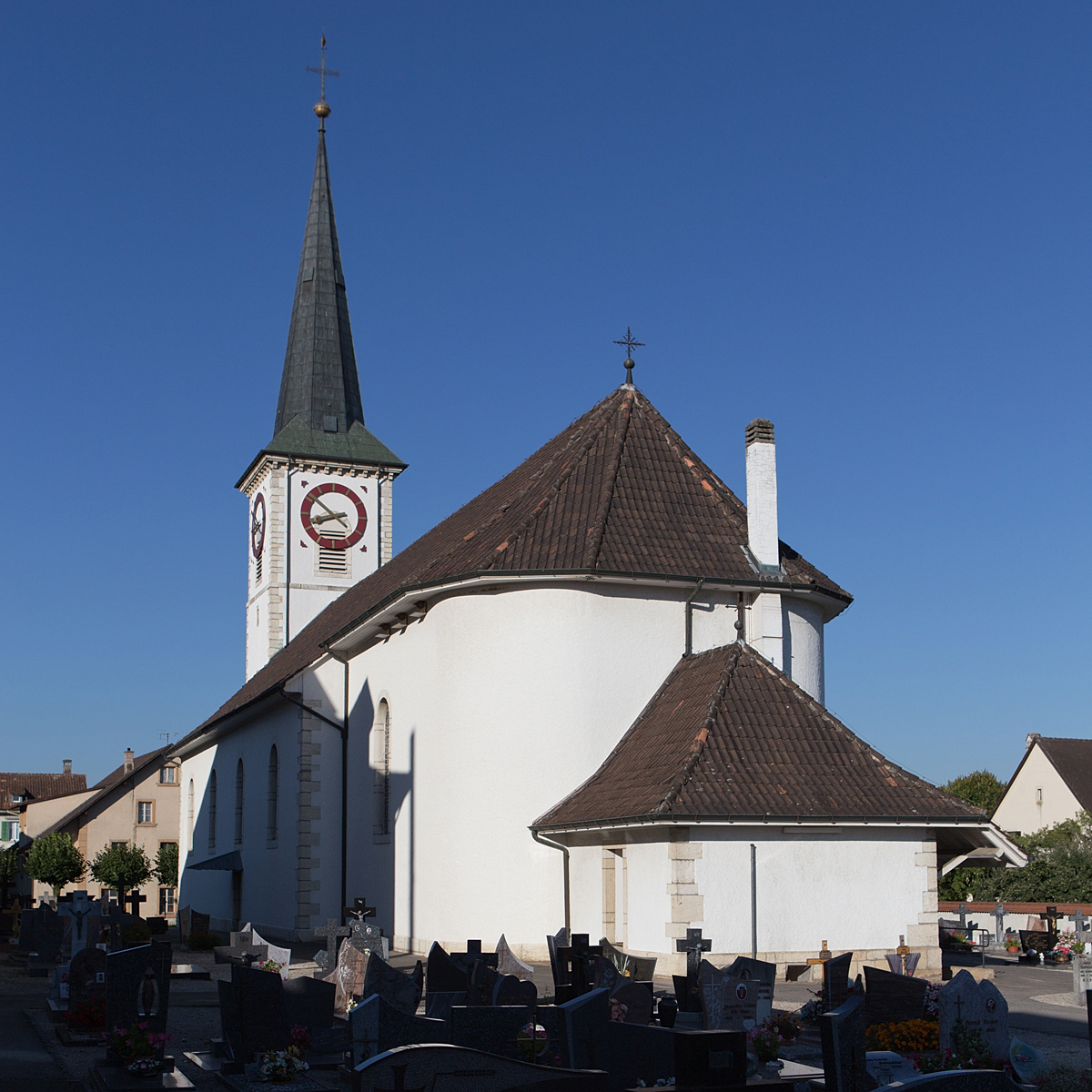
Pfarrkirche Saint-Vincent
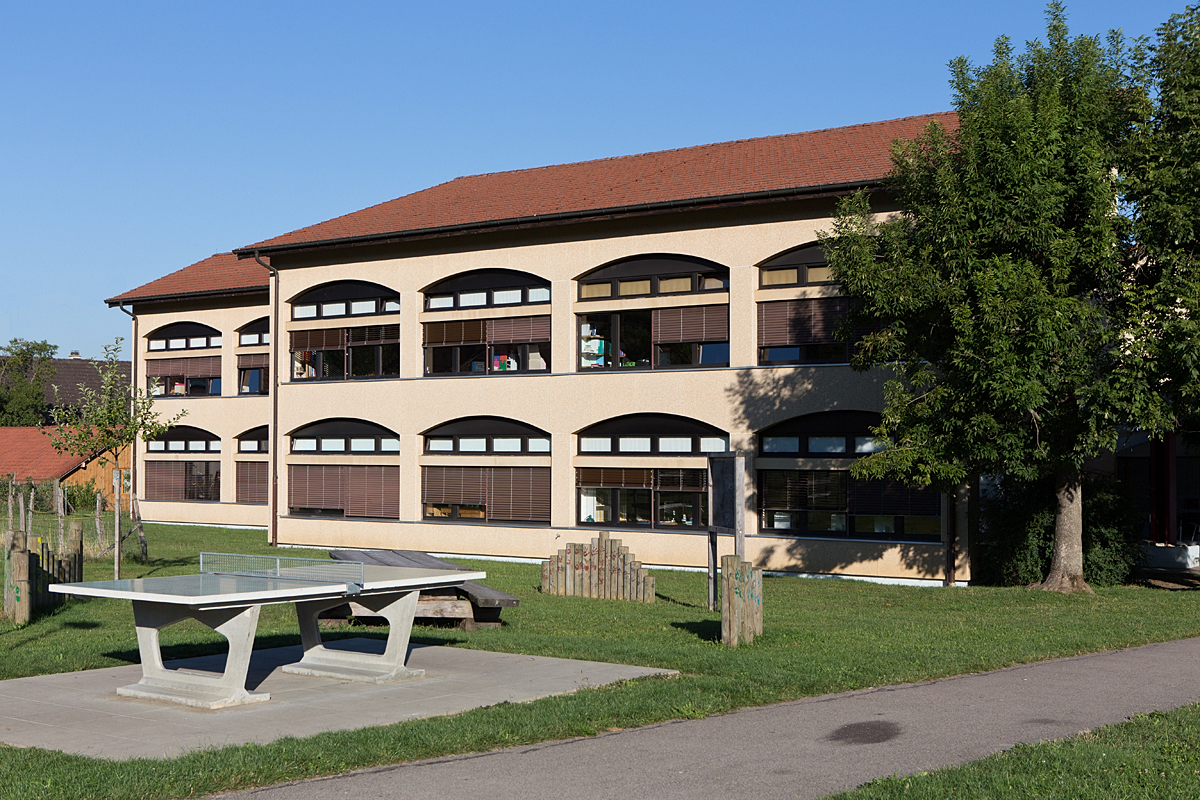
Primarschulhaus
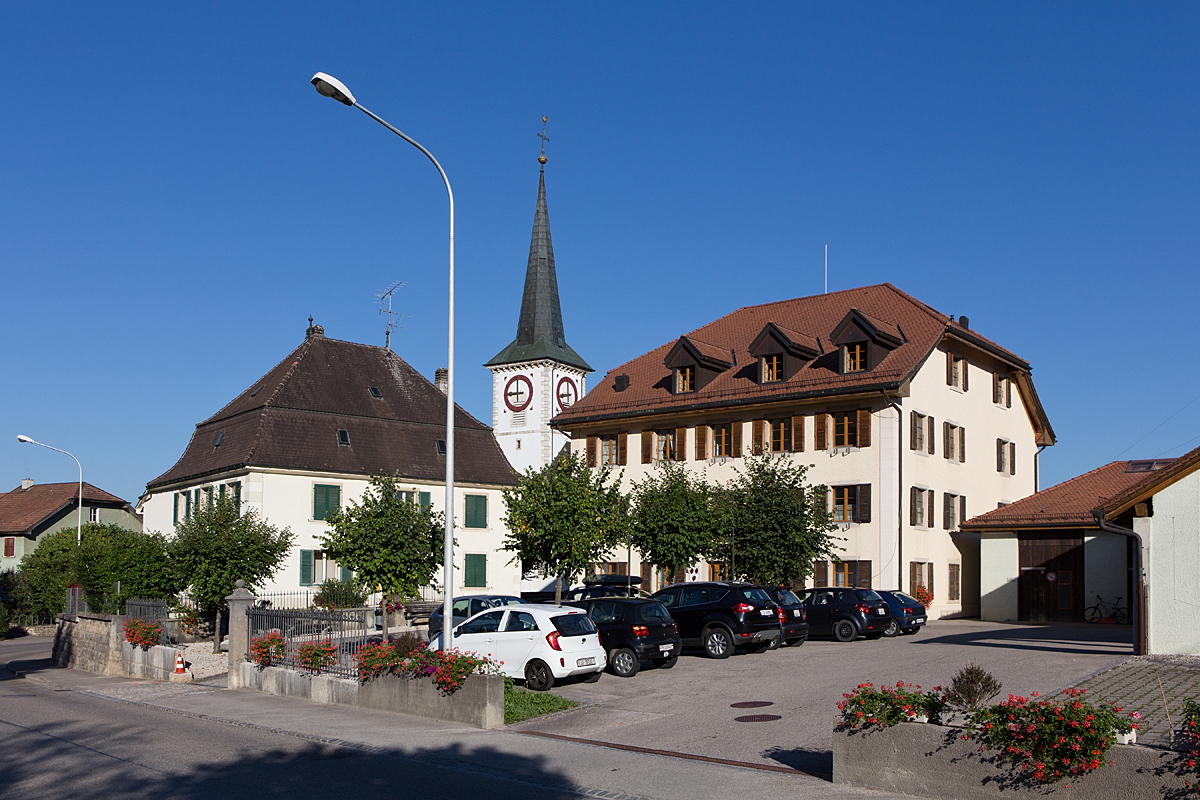
Pfarrhaus, Kirche und Gemeindeverwaltung
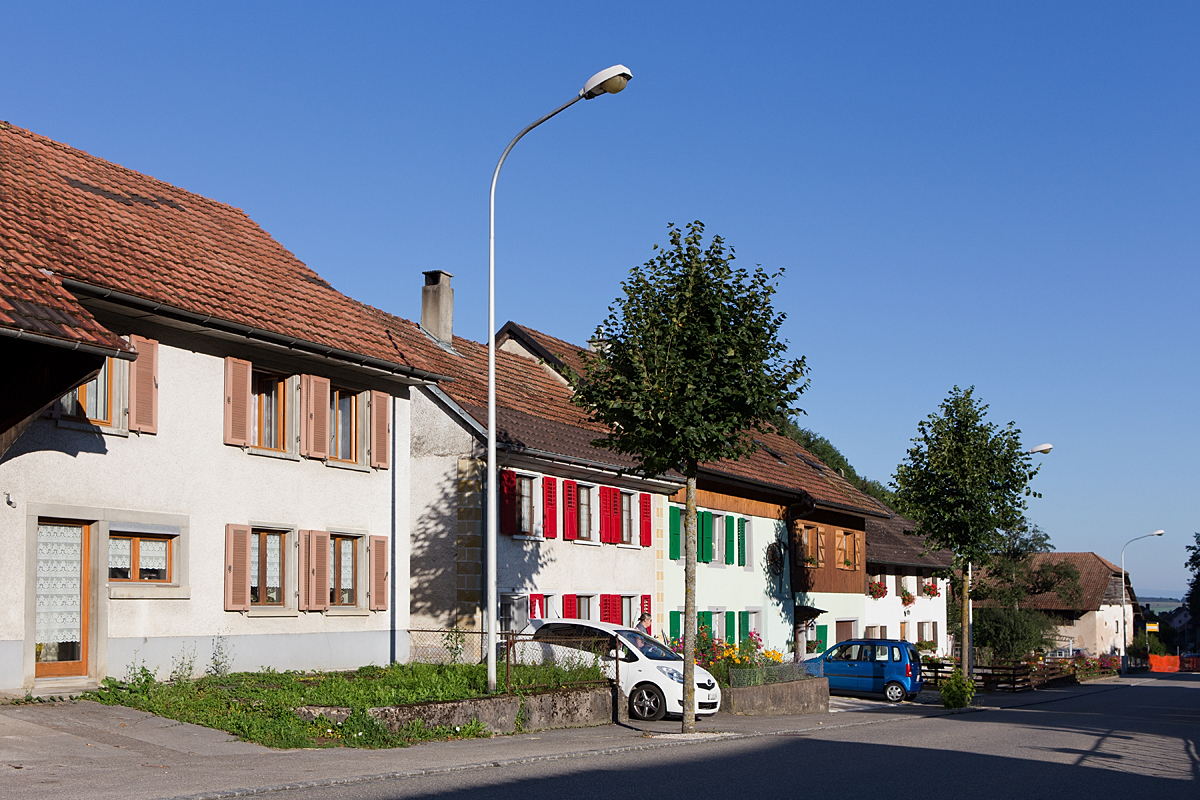
Route des Rangiers
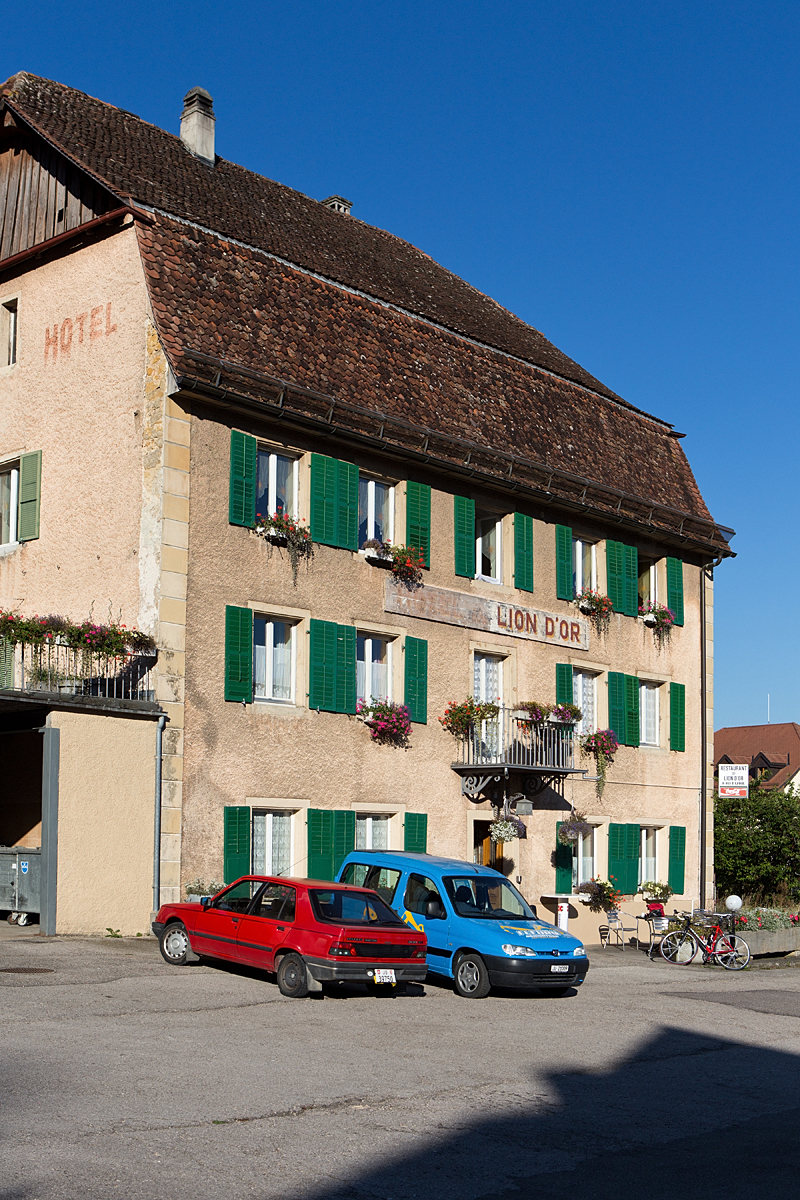
Restaurant Lion d’Or
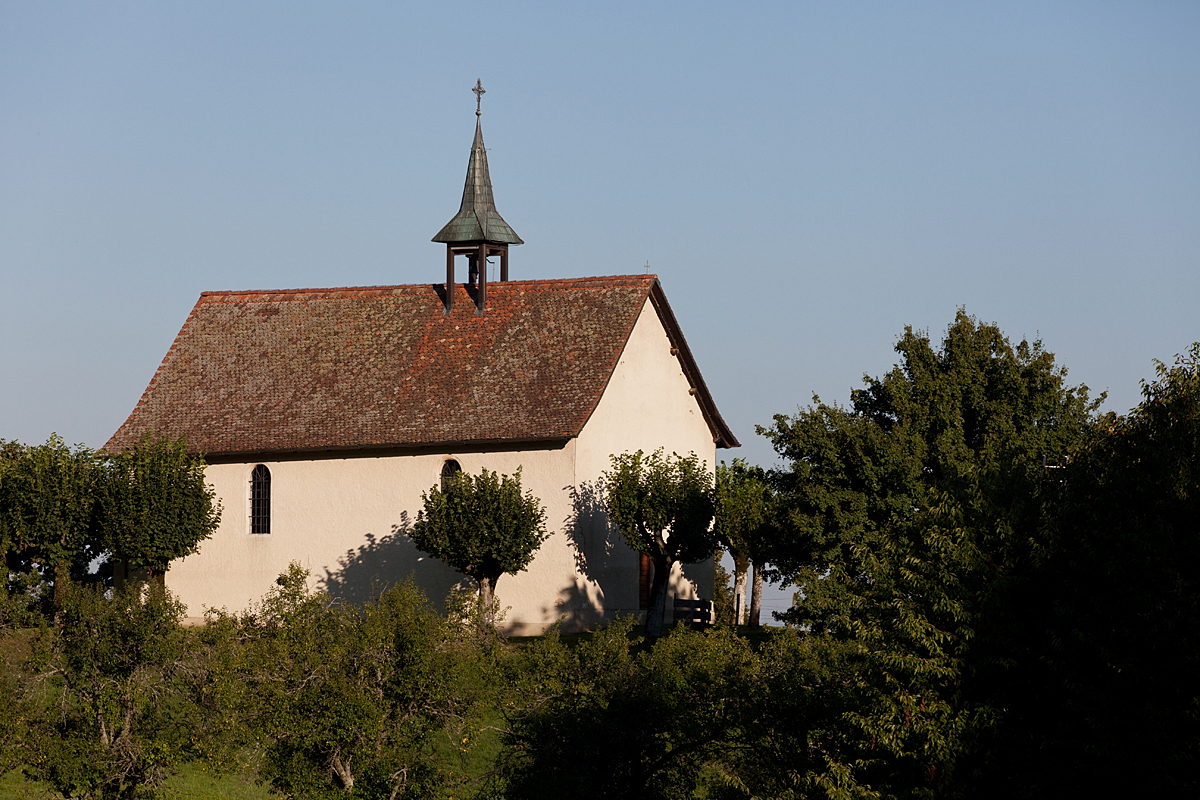
Kapelle Saint-Gilles